# Coupe de La Réunion de football 1962
La Coupe de La Réunion de football 1962 était la 6e édition de la compétition et fut remportée par la JS Saint-Pierroise.

## 1ertour
| 17 juin 1962 | US Bénédictine | ? | SS Hirondelle | Saint-Benoît |  |
|              |                |   |               |              |  |

| 17 juin 1962 | SS Escadrille | 2-1 | SS Aiglons | Saint-Denis |  |
|              |               |     |            |             |  |

| 17 juin 1962 | Stade Saint-Paulois | ? | AS Marsouins | Saint-Paul |  |
|              |                     |   |              |            |  |

| 17 juin 1962 | ASC Bois de Nèfles | ? | SS Saint-Gilles | Saint-Paul |  |
|              |                    |   |                 |            |  |

| 1er juillet 1962 | FC Etang Saint-Paul | 7-4 | SS Marseillaise | Saint-Paul |  |
|                  |                     |     |                 |            |  |

## 2etour
| 8 juillet 1962 | Stade Saint-Paulois | 2-8 | SS Escadrille | Saint-Paul |  |
|                |                     |     |               |            |  |

| 15 juillet 1962 | SS Jeanne d'Arc | 3-1 | US Bénédictine | Le Port |  |
|                 |                 |     |                |         |  |

| 22 juillet 1962 | ASC Bois de Nèfles | 7-0 | FC Etang Saint-Paul | Saint-Paul |  |
|                 |                    |     |                     |            |  |

## Quarts-de-finale
| 22 juillet 1962 | SS Saint-Louisienne | 4-2 | SS Jeanne d'Arc | Saint-Louis |  |
|                 |                     |     |                 |             |  |

| 22 juillet 1962 | SS Juniors Dionysiens | 2-1 | US Stade Tamponnaise | Saint-Denis |  |
|                 |                       |     |                      |             |  |

| 5 août 1962 | SS Escadrille | ? | ASC Bois de Nèfles | Saint-Denis |  |
|             |               |   |                    |             |  |

| 26 août 1962 | JS Saint-Pierroise | 2-1 (pr) | SS Patriote | Saint-Pierre |  |
|              |                    |          |             |              |  |

## Demi-finale
| 30 septembre 1962 | JS Saint-Pierroise | 3-2 | SS Escadrille | Saint-Pierre |  |
|                   |                    |     |               |              |  |

| 21 octobre 1962 | SS Saint-Louisienne | 2-1 | SS Juniors Dionysiens | Saint-Louis |  |
|                 |                     |     |                       |             |  |

## Finale
| Équipes             | JS Saint-Pierroise - SS Saint-Louisienne                                                                         |
| Score               | 5-1 (4-0) |
| Date                | 23 décembre 1962                                                                                                 |
| Stade               | Stade de la Redoute, Saint-Denis                                                                                 |
| Buts                | JS Saint-Pierroise : R. Sparton, Aimé Sparton, Bobate (2), Sabary SS Saint-Louisienne : Imboula Elien            |
| JS Saint-Pierroise  | Tilmar, Alex Sparton, Piconat, Vally, Aimé Sparton, Nava Patel, Picard, Bobate, Roger Sparton, Anani, Sabary     |
| SS Saint-Louisienne | Mactoom, Basson, Léonie, Beaulieu (cap), Imiza, Bello, Imboula Joseph, Philippe, Montrouge, Valmy, Imboula Elien |